# Haplobainosomatidae
Haplobainosomatidae é uma família de milípedes pertencente à ordem Chordeumatida.
Géneros:
- Aragosoma Mauries, 1970
- Cantabrosoma Mauriès, 1970
- Galicisoma Mauriès, 2014
- Guadarramasoma Gilgado, Ledesma, Enghoff & Mauriès, 2017
- Haplobainosoma Verhoeff, 1899
- Pyreneosoma Mauriès, 1959
- Turdulisoma Mauriès, 1964